# LVI periodo legislativo del Congreso Nacional de Chile
El LVI periodo legislativo del Congreso Nacional de Chile corresponde a la legislatura del Congreso Nacional tras las elecciones parlamentarias de 2021. Está conformado por los senadores y los diputados miembros de sus respectivas cámaras, e inició el día 11 de marzo de 2022 para concluir el día 10 de marzo de 2026.
En el proceso electoral de 2021 renovó en su totalidad la Cámara de Diputadas y Diputados, siendo electos 155 representantes; en cuanto a senadores, fueron electos 27 nuevos representantes de 50 cargos.

## Senado de la República
El Senado de la República se conformó con 23 senadores electos desde 2017 y que ya estaban presentes desde el anterior periodo legislativo.
La composición del Senado en el LVI periodo legislativo es la siguiente:

### Miembros actuales
| Circunscripción    | Circunscripción | Senadores                        | Partido   |
| Arica y Parinacota | 1               | José Durana Semir                | UDI       |
| Arica y Parinacota | 1               | José Miguel Insulza Salinas      | PS        |
| Tarapacá           | 2               | Luz Ebensperger Orrego           | UDI       |
| Tarapacá           | 2               | Jorge Soria Quiroga              | PPD       |
| Antofagasta        | 3               | Pedro Araya Guerrero             | Ind-PPD   |
| Antofagasta        | 3               | Paulina Núñez Urrutia            | RN        |
| Antofagasta        | 3               | Esteban Velásquez Núñez          | FREVS     |
| Atacama            | 4               | Yasna Provoste Campillay         | PDC       |
| Atacama            | 4               | Rafael Prohens Espinosa          | RN        |
| Coquimbo           | 5               | Sergio Gahona Salazar            | UDI       |
| Coquimbo           | 5               | Daniel Núñez Arancibia           | PCCh      |
| Coquimbo           | 5               | Matías Walker Prieto             | DEM       |
| Valparaíso         | 6               | Tomás de Rementería Venegas      | PS        |
| Valparaíso         | 6               | Francisco Chahuán Chahuán        | RN        |
| Valparaíso         | 6               | Ricardo Lagos Weber              | PPD       |
| Valparaíso         | 6               | Juan Ignacio Latorre Riveros     | FA        |
| Valparaíso         | 6               | Kenneth Pugh Olavarría           | Ind-RN    |
| Metropolitana      | 7               | Fabiola Campillai Rojas          | Ind.      |
| Metropolitana      | 7               | Rojo Edwards Silva               | PSC       |
| Metropolitana      | 7               | Manuel José Ossandon Irarrázabal | RN        |
| Metropolitana      | 7               | Luciano Cruz Coke Carvallo       | EVOP      |
| Metropolitana      | 7               | Claudia Pascual Grau             | PCCh      |
| O'Higgins          | 8               | Alejandra Sepúlveda Orbenes      | Ind-FREVS |
| O'Higgins          | 8               | Juan Luis Castro González        | PS        |
| O'Higgins          | 8               | Javier Macaya Danús              | UDI       |
| Maule              | 9               | Juan Castro Prieto               | PSC       |
| Maule              | 9               | Juan Antonio Coloma Correa       | UDI       |
| Maule              | 9               | Paulina Vodanovic Rojas          | PS        |
| Maule              | 9               | Rodrigo Galilea Vial             | RN        |
| Maule              | 9               | Ximena Rincón González           | DEM       |
| Ñuble              | 16              | Loreto Carvajal Ambiado          | PPD       |
| Ñuble              | 16              | Gustavo Sanhueza Dueñas          | UDI       |
| Bío-Bío            | 10              | Sebastián Keitel Bianchi         | Ind-EVOP  |
| Bío-Bío            | 10              | Gastón Saavedra Chandía          | PS        |
| Bío-Bío            | 10              | Enrique Van Rysselberghe Herrera | UDI       |
| La Araucanía       | 11              | Carmen Gloria Aravena Acuña      | PRCh      |
| La Araucanía       | 11              | José García Ruminot              | RN        |
| La Araucanía       | 11              | Francisco Huenchumilla Jaramillo | PDC       |
| La Araucanía       | 11              | Felipe Kast Sommerhoff           | EVOP      |
| La Araucanía       | 11              | Jaime Quintana Leal              | PPD       |
| Los Ríos           | 12              | Alfonso de Urresti Longton       | PS        |
| Los Ríos           | 12              | Iván Flores García               | PDC       |
| Los Ríos           | 12              | María José Gatica Bertín         | RN        |
| Los Lagos          | 13              | Iván Moreira Barros              | UDI       |
| Los Lagos          | 13              | Carlos Kuschel Silva             | RN        |
| Los Lagos          | 13              | Fidel Espinoza Sandoval          | PS        |
| Aysén              | 14              | Ximena Órdenes Neira             | Ind-PPD   |
| Aysén              | 14              | David Sandoval Plaza             | UDI       |
| Magallanes         | 15              | Karim Bianchi Retamales          | Ind.      |
| Magallanes         | 15              | Alejandro Kusanovic Glusevic     | Ind-RN    |

### Número de senadores por afiliación política
| Partido | Partido                              | Senadores | Coalición | Coalición                     | Senadores |
| ------- | ------------------------------------ | --------- | --------- | ----------------------------- | --------- |
|         | Partido Republicano                  | 1         |           | Frente Social Cristiano       | 1         |
|         | Unión Demócrata Independiente        | 9         |           | Chile Podemos Más             | 24        |
|         | Renovación Nacional                  | 12        |           | Chile Podemos Más             | 24        |
|         | Evolución Política                   | 3         |           | Chile Podemos Más             | 24        |
|         | Partido Demócrata Cristiano          | 5         |           | Nuevo Pacto Social            | 18        |
|         | Partido por la Democracia            | 6         |           | Nuevo Pacto Social            | 18        |
|         | Partido Socialista de Chile          | 7         |           | Nuevo Pacto Social            | 18        |
|         | Revolución Democrática               | 1         |           | Apruebo Dignidad              | 5         |
|         | Federación Regionalista Verde Social | 2         |           | Apruebo Dignidad              | 5         |
|         | Partido Comunista de Chile           | 2         |           | Apruebo Dignidad              | 5         |
|         | Independientes fuera de pacto        | 2         |           | Independientes fuera de pacto | 2         |

| Partido | Partido                              | Senadores | Coalición | Coalición                         | Senadores |
| ------- | ------------------------------------ | --------- | --------- | --------------------------------- | --------- |
|         | Partido Social Cristiano             | 1         |           | Sin definir                       | 1         |
|         | Unión Demócrata Independiente        | 9         |           | Chile Vamos                       | 23        |
|         | Renovación Nacional                  | 11        |           | Chile Vamos                       | 23        |
|         | Evolución Política                   | 3         |           | Chile Vamos                       | 23        |
|         | Demócratas                           | 2         |           | Sin definir                       | 2         |
|         | Partido Demócrata Cristiano          | 3         |           | Unidad por Chile                  | 21        |
|         | Partido por la Democracia            | 6         |           | Unidad por Chile                  | 21        |
|         | Partido Socialista de Chile          | 7         |           | Unidad por Chile                  | 21        |
|         | Frente Amplio                        | 1         |           | Unidad por Chile                  | 21        |
|         | Federación Regionalista Verde Social | 2         |           | Unidad por Chile                  | 21        |
|         | Partido Comunista de Chile           | 2         |           | Unidad por Chile                  | 21        |
|         | Independientes fuera de coalición    | 1         |           | Independientes fuera de coalición | 1         |
|         | Independientes fuera de pacto        | 2         |           | Independientes fuera de pacto     | 2         |

### Presidentes del Senado
| Inicio              | Término             | Presidente | Presidente                       | Partido | Partido |
| ------------------- | ------------------- | ---------- | -------------------------------- | ------- | ------- |
| 11 de marzo de 2022 | 15 de marzo de 2023 |            | Álvaro Elizalde Soto             |         | PS      |
| 15 de marzo de 2023 | 19 de marzo de 2024 |            | Juan Antonio Coloma Correa       |         | UDI     |
| 19 de marzo de 2024 | 26 de marzo de 2025 |            | José García Ruminot              |         | RN      |
| 26 de marzo de 2025 | en el cargo         |            | Manuel José Ossandón Irarrázabal |         | RN      |

### Vicepresidente
- Primer año de ejercicio (2022 - 2023):
  - Luz Ebensperger Orrego (UDI)
- Segundo año de ejercicio (2023 - 2024):
  - Francisco Huenchumilla Jaramillo (PDC)
- Tercer año de ejercicio (2024 - 2025):
  - Matías Walker Prieto (DEM)
- Cuarto año de ejercicio (2025-en el cargo):
  - Ricardo Lagos Weber (PPD)

### Cambios de afiliación política
| Nombre            | De  | A      | Circunscripción | Circunscripción |
| ----------------- | --- | ------ | --------------- | --- |
| Fabiola Campillai | Ind | Ind-AD | 7               | Posterior a su elección, Campillai anunció su ingreso a la bancada de senadores de Apruebo Dignidad, aclarando que será de forma meramente administrativa y que votará de forma "independiente" a la hora de sesionar en el Senado. |

## Cámara de Diputadas y Diputados
La Cámara de Diputadas y Diputados está compuesta por 155 legisladores electos para un periodo de 4 años y reelegibles para el periodo inmediato. Los 155 diputados son electos mediante el sistema proporcional, por cada uno de los distritos electorales del país, que eligen de tres a ocho diputados, dependiendo de su población.
La composición de la Cámara de Diputados en el LVI  periodo legislativo es la siguiente:

### Miembros actuales
| Distrito           | Distrito | Diputados                                | Partido  |
| ------------------ | -------- | ---------------------------------------- | -------- |
| Arica y Parinacota | 1        | Vlado Mirosevic Verdugo                  | PL       |
| Arica y Parinacota | 1        | Luis Malla Valenzuela                    | PL       |
| Arica y Parinacota | 1        | Enrique Lee Flores                       | Ind-PSC  |
| Tarapacá           | 2        | Renzo Trisotti Martínez                  | Ind-PRCh |
| Tarapacá           | 2        | Matías Ramírez Pascal                    | PCCh     |
| Tarapacá           | 2        | Danisa Astudillo Peiretti                | PS       |
| Antofagasta        | 3        | Catalina Pérez Salinas                   | Ind-FA   |
| Antofagasta        | 3        | Sebastián Videla Castillo                | Ind-PL   |
| Antofagasta        | 3        | Jaime Araya Guerrero                     | Ind-PPD  |
| Antofagasta        | 3        | Yovana Ahumada Palma                     | PSC      |
| Antofagasta        | 3        | José Miguel Castro Bascuñán              | RN       |
| Atacama            | 4        | Daniella Cicardini Milla                 | PS       |
| Atacama            | 4        | Juan Santana Castillo                    | PS       |
| Atacama            | 4        | Cristian Tapia Ramos                     | Ind-PPD  |
| Atacama            | 4        | Jaime Mulet Martínez                     | FRVS     |
| Atacama            | 4        | Sofía Cid Versalovic                     | Ind-PRCh |
| Coquimbo           | 5        | Marco Sulantay Olivares                  | UDI      |
| Coquimbo           | 5        | Juan Manuel Fuenzalida Cobo              | UDI      |
| Coquimbo           | 5        | Nathalie Castillo Rojas                  | PCCh     |
| Coquimbo           | 5        | Carolina Tello Rojas                     | FA       |
| Coquimbo           | 5        | Daniel Manouchehri Moghadam Kashan Lobos | PS       |
| Coquimbo           | 5        | Ricardo Cifuentes Lillo                  | PDC      |
| Coquimbo           | 5        | Víctor Pino Fuentes                      | DEM      |
| Valparaíso         | 6        | Diego Ibáñez Cotroneo                    | FA       |
| Valparaíso         | 6        | María Francisca Bello Campos             | FA       |
| Valparaíso         | 6        | Carolina Marzán Pinto                    | PPD      |
| Valparaíso         | 6        | Nelson Venegas Salazar                   | PS       |
| Valparaíso         | 6        | Andrés Longton Herrera                   | RN       |
| Valparaíso         | 6        | Camila Flores Oporto                     | RN       |
| Valparaíso         | 6        | Chiara Barchiesi Chávez                  | PRCh     |
| Valparaíso         | 6        | Gaspar Rivas Sánchez                     | Ind-PDC  |
| Valparaíso         | 7        | Tomás Lagomarsino Guzmán                 | PR       |
| Valparaíso         | 7        | Arturo Barrios Oteíza                    | PS       |
| Valparaíso         | 7        | Camila Rojas Valderrama                  | FA       |
| Valparaíso         | 7        | Jorge Brito Hasbún                       | FA       |
| Valparaíso         | 7        | Luis Cuello Peña y Lillo                 | PCCh     |
| Valparaíso         | 7        | Andrés Celis Montt                       | RN       |
| Valparaíso         | 7        | Hotuiti Teao Drago                       | Ind-EVOP |
| Valparaíso         | 7        | Luis Sánchez Ossa                        | PRCh     |
| Metropolitana      | 8        | Carmen Hertz Cádiz                       | PCCh     |
| Metropolitana      | 8        | Claudia Mix Jiménez                      | FA       |
| Metropolitana      | 8        | Joaquín Lavín León                       | Ind-UDI  |
| Metropolitana      | 8        | Cristián Labbé Martínez                  | PNL      |
| Metropolitana      | 8        | Agustín Romero Leiva                     | PRCh     |
| Metropolitana      | 8        | Viviana Delgado Riquelme                 | Ind-PL   |
| Metropolitana      | 8        | Alberto Undurraga Vicuña                 | PDC      |
| Metropolitana      | 8        | Rubén Oyarzo Figueroa                    | PR       |
| Metropolitana      | 9        | Karol Cariola Oliva                      | PCCh     |
| Metropolitana      | 9        | Boris Barrera Moreno                     | PCCh     |
| Metropolitana      | 9        | Maite Orsini Pascal                      | FA       |
| Metropolitana      | 9        | Andrés Giordano Salazar                  | FA       |
| Metropolitana      | 9        | Jorge Durán Espinoza                     | RN       |
| Metropolitana      | 9        | Érika Olivera de la Fuente               | DEM      |
| Metropolitana      | 9        | José Carlos Meza Pereira                 | PRCh     |
| Metropolitana      | 10       | Gonzalo Winter Etcheberry                | FA       |
| Metropolitana      | 10       | Lorena Fries Monleón                     | FA       |
| Metropolitana      | 10       | Emilia Schneider Videla                  | FA       |
| Metropolitana      | 10       | Alejandra Placencia Cabello              | PCCh     |
| Metropolitana      | 10       | Jorge Alessandri Vergara                 | UDI      |
| Metropolitana      | 10       | María Luisa Cordero Velásquez            | Ind-RN   |
| Metropolitana      | 10       | Johannes Kaiser Barents-Von Hohenhagen   | PNL      |
| Metropolitana      | 10       | Helia Molina Milman                      | PPD      |
| Metropolitana      | 11       | Gonzalo de la Carrera Correa             | PNL      |
| Metropolitana      | 11       | Cristián Araya Lerdo de Tejada           | PRCh     |
| Metropolitana      | 11       | Francisco Undurraga Gazitúa              | EVOP     |
| Metropolitana      | 11       | Guillermo Ramírez Diez                   | UDI      |
| Metropolitana      | 11       | Catalina del Real Mihovilovic            | PRCh     |
| Metropolitana      | 11       | Tomás Hirsch Goldschmidt                 | AH       |
| Metropolitana      | 12       | Pamela Jiles Moreno                      | PDG      |
| Metropolitana      | 12       | Mónica Arce Castro                       | Ind-PDC  |
| Metropolitana      | 12       | Hernán Palma Pérez                       | FRVS     |
| Metropolitana      | 12       | Ximena Ossandón Irarrázabal              | RN       |
| Metropolitana      | 12       | Álvaro Carter Fernández                  | Ind-PRCh |
| Metropolitana      | 12       | Ana María Gazmuri Vieira                 | AH       |
| Metropolitana      | 12       | Daniela Serrano Salazar                  | PCCh     |
| Metropolitana      | 13       | Gael Yeomans Araya                       | FA       |
| Metropolitana      | 13       | Lorena Pizarro Sierra                    | PCCh     |
| Metropolitana      | 13       | Eduardo Durán Salinas                    | RN       |
| Metropolitana      | 13       | Cristhian Moreira Barros                 | UDI      |
| Metropolitana      | 13       | Daniel Melo Contreras                    | PS       |
| Metropolitana      | 14       | Marisela Santibáñez Novoa                | Ind.     |
| Metropolitana      | 14       | Camila Musante Müller                    | Ind-PPD  |
| Metropolitana      | 14       | Raúl Leiva Carvajal                      | PS       |
| Metropolitana      | 14       | Leonardo Soto Ferrada                    | PS       |
| Metropolitana      | 14       | Juan Antonio Coloma Álamos               | UDI      |
| Metropolitana      | 14       | Juan Irarrázaval Rossel                  | PRCh     |
| O'Higgins          | 15       | Raúl Soto Mardones                       | PPD      |
| O'Higgins          | 15       | Marta González Olea                      | Ind-PPD  |
| O'Higgins          | 15       | Diego Schalper Sepúlveda                 | RN       |
| O'Higgins          | 15       | Natalia Romero Talguia                   | Ind-UDI  |
| O'Higgins          | 15       | Marcela Riquelme Aliaga                  | Ind.     |
| O'Higgins          | 16       | Carla Morales Maldonado                  | RN       |
| O'Higgins          | 16       | Eduardo Cornejo Lagos                    | UDI      |
| O'Higgins          | 16       | Cosme Mellado Pino                       | PR       |
| O'Higgins          | 16       | Félix Bugueño Sotelo                     | FA       |
| Maule              | 17       | Hugo Rey Martínez                        | RN       |
| Maule              | 17       | Jorge Guzmán Zepeda                      | EVOP     |
| Maule              | 17       | Felipe Donoso Castro                     | UDI      |
| Maule              | 17       | Alexis Sepúlveda Soto                    | PR       |
| Maule              | 17       | Benjamín Moreno Bascur                   | PRCh     |
| Maule              | 17       | Roberto Celedón Fernández                | Ind-FA   |
| Maule              | 17       | Francisco Pulgar Castillo                | Ind-PDC  |
| Maule              | 18       | Paula Labra Besserer                     | Ind-RN   |
| Maule              | 18       | Gustavo Benavente Vergara                | UDI      |
| Maule              | 18       | Jaime Naranjo Ortiz                      | Ind-PDC  |
| Maule              | 18       | Consuelo Veloso Ávila                    | Ind-FA   |
| Ñuble              | 19       | Cristóbal Martínez Ramírez               | UDI      |
| Ñuble              | 19       | Marta Bravo Salinas                      | UDI      |
| Ñuble              | 19       | Frank Sauerbaum Muñoz                    | RN       |
| Ñuble              | 19       | Felipe Camaño Cárdenas                   | Ind-PDC  |
| Ñuble              | 19       | Sara Concha Smith                        | PSC      |
| Bío-Bío            | 20       | Francesca Muñoz González                 | PSC      |
| Bío-Bío            | 20       | Sergio Bobadilla Muñoz                   | UDI      |
| Bío-Bío            | 20       | Marlene Pérez Cartes                     | Ind-UDI  |
| Bío-Bío            | 20       | Leonidas Romero Sáez                     | PNL      |
| Bío-Bío            | 20       | Eric Aedo Jeldres                        | PDC      |
| Bío-Bío            | 20       | Félix González Gatica                    | PEV      |
| Bío-Bío            | 20       | María Candelaria Acevedo Sáez            | PCCh     |
| Bío-Bío            | 20       | Roberto Arroyo Muñoz                     | PSC      |
| Bío-Bío            | 21       | Joanna Pérez Olea                        | DEM      |
| Bío-Bío            | 21       | Cristóbal Urruticoechea Ríos             | PNL      |
| Bío-Bío            | 21       | Flor Weisse Novoa                        | UDI      |
| Bío-Bío            | 21       | Karen Medina Vásquez                     | Ind-PDC  |
| Bío-Bío            | 21       | Clara Sagardía Cabezas                   | FA       |
| La Araucanía       | 22       | Jorge Rathgeb Schifferli                 | RN       |
| La Araucanía       | 22       | Juan Carlos Beltrán Silva                | RN       |
| La Araucanía       | 22       | Jorge Saffirio Espinoza                  | DEM      |
| La Araucanía       | 22       | Gloria Naveillan Arriagada               | PNL      |
| La Araucanía       | 23       | Henry Leal Bizama                        | UDI      |
| La Araucanía       | 23       | Miguel Becker Alvear                     | RN       |
| La Araucanía       | 23       | Miguel Mellado Suazo                     | RN       |
| La Araucanía       | 23       | Mauricio Ojeda Rebolledo                 | Ind.     |
| La Araucanía       | 23       | Stephan Schubert Rubio                   | PRCh     |
| La Araucanía       | 23       | Andrés Jouannet Valderrama               | AxCh     |
| La Araucanía       | 23       | Ericka Ñanco Vásquez                     | FA       |
| Los Ríos           | 24       | Marcos Ilabaca Cerda                     | PS       |
| Los Ríos           | 24       | Ana María Bravo Castro                   | PS       |
| Los Ríos           | 24       | Gastón von Mühlenbrock Zamora            | UDI      |
| Los Ríos           | 24       | Bernardo Berger Fett                     | Ind-RN   |
| Los Ríos           | 24       | Patricio Rosas Barrientos                | FA       |
| Los Lagos          | 25       | Emilia Nuyado Ancapichún                 | PS       |
| Los Lagos          | 25       | Héctor Barría Angulo                     | PDC      |
| Los Lagos          | 25       | Daniel Lilayu Vivanco                    | UDI      |
| Los Lagos          | 25       | Harry Jürgensen Rundshagen               | Ind-PRCh |
| Los Lagos          | 26       | Alejandro Bernales Maldonado             | PL       |
| Los Lagos          | 26       | Héctor Ulloa Aguilera                    | Ind-PPD  |
| Los Lagos          | 26       | Mauro González Villarroel                | RN       |
| Los Lagos          | 26       | Fernando Bórquez Montecinos              | Ind-UDI  |
| Los Lagos          | 26       | Jaime Sáez Quiroz                        | FA       |
| Aysén              | 27       | Miguel Ángel Calisto Águila              | DEM      |
| Aysén              | 27       | René Alinco Bustos                       | Ind.     |
| Aysén              | 27       | Marcia Raphael Mora                      | RN       |
| Magallanes         | 28       | Carlos Bianchi Chelech                   | IND-PPD  |
| Magallanes         | 28       | Christian Matheson Villán                | Ind-EVOP |
| Magallanes         | 28       | Javiera Morales Alvarado                 | FA       |

### Número de diputados por afiliación política
| Partido | Partido                                      | Diputados | Coalición | Coalición                     | Diputados |
| ------- | -------------------------------------------- | --------- | --------- | ----------------------------- | --------- |
|         | Partido Republicano                          | 14        |           | Frente Social Cristiano       | 15        |
|         | Partido Conservador Cristiano                | 1         |           | Frente Social Cristiano       | 15        |
|         | Unión Demócrata Independiente                | 23        |           | Chile Podemos Más             | 53        |
|         | Renovación Nacional                          | 25        |           | Chile Podemos Más             | 53        |
|         | Evolución Política                           | 4         |           | Chile Podemos Más             | 53        |
|         | Partido Regionalista Independiente Demócrata | 1         |           | Chile Podemos Más             | 53        |
|         | Partido de la Gente                          | 6         |           | Sin definir                   | 6         |
|         | Centro Unido                                 | 1         |           | Independientes Unidos         | 1         |
|         | Ciudadanos                                   | 1         |           | Nuevo Pacto Social            | 37        |
|         | Partido Demócrata Cristiano                  | 8         |           | Nuevo Pacto Social            | 37        |
|         | Partido Liberal de Chile                     | 4         |           | Nuevo Pacto Social            | 37        |
|         | Partido Radical de Chile                     | 4         |           | Nuevo Pacto Social            | 37        |
|         | Partido por la Democracia                    | 7         |           | Nuevo Pacto Social            | 37        |
|         | Partido Socialista de Chile                  | 13        |           | Nuevo Pacto Social            | 37        |
|         | Revolución Democrática                       | 8         |           | Apruebo Dignidad              | 37        |
|         | Convergencia Social                          | 9         |           | Apruebo Dignidad              | 37        |
|         | Comunes                                      | 6         |           | Apruebo Dignidad              | 37        |
|         | Federación Regionalista Verde Social         | 2         |           | Apruebo Dignidad              | 37        |
|         | Partido Comunista de Chile                   | 12        |           | Apruebo Dignidad              | 37        |
|         | Partido Humanista de Chile                   | 3         |           | Dignidad Ahora                | 3         |
|         | Partido Ecologista Verde de Chile            | 2         |           | Sin definir                   | 2         |
|         | Independientes fuera de pacto                | 1         |           | Independientes fuera de pacto | 1         |

| Partido | Partido                              | Diputados | Coalición | Coalición                     | Diputados |
| ------- | ------------------------------------ | --------- | --------- | ----------------------------- | --------- |
|         | Partido Republicano                  | 13        |           | Sin definir                   | 13        |
|         | Partido Social Cristiano             | 5         |           | Sin definir                   | 5         |
|         | Partido Nacional Libertario          | 6         |           | Sin definir                   | 6         |
|         | Unión Demócrata Independiente        | 20        |           | Chile Vamos                   | 44        |
|         | Renovación Nacional                  | 20        |           | Chile Vamos                   | 44        |
|         | Evolución Política                   | 4         |           | Chile Vamos                   | 44        |
|         | Demócratas                           | 5         |           | Sin definir                   | 5         |
|         | Amarillos por Chile                  | 1         |           | Sin definir                   | 1         |
|         | Partido de la Gente                  | 1         |           | Sin definir                   | 1         |
|         | Partido Demócrata Cristiano          | 9         |           | Unidad por Chile              | 74        |
|         | Partido Liberal de Chile             | 5         |           | Unidad por Chile              | 74        |
|         | Partido Radical de Chile             | 4         |           | Unidad por Chile              | 74        |
|         | Partido por la Democracia            | 9         |           | Unidad por Chile              | 74        |
|         | Partido Socialista de Chile          | 12        |           | Unidad por Chile              | 74        |
|         | Frente Amplio                        | 20        |           | Unidad por Chile              | 74        |
|         | Federación Regionalista Verde Social | 2         |           | Unidad por Chile              | 74        |
|         | Acción Humanista                     | 2         |           | Unidad por Chile              | 74        |
|         | Partido Comunista de Chile           | 10        |           | Unidad por Chile              | 74        |
|         | Independiente Oficialismo            | 1         |           | Unidad por Chile              | 74        |
|         | Partido Ecologista Verde de Chile    | 1         |           | Sin definir                   | 1         |
|         | Independientes fuera de pacto        | 2         |           | Independientes fuera de pacto | 2         |
|         | Desaforados                          | 3         |           | Desaforados                   | 3         |

### Presidentes de la Cámara de Diputados
| Inicio                 | Término                | Presidente | Presidente                  | Partido | Partido |
| ---------------------- | ---------------------- | ---------- | --------------------------- | ------- | ------- |
| 11 de marzo de 2022    | 7 de noviembre de 2022 |            | Raúl Soto Mardones          |         | PPD     |
| 7 de noviembre de 2022 | 24 de julio de 2023    |            | Vlado Mirosevic Verdugo     |         | PL      |
| 24 de julio de 2023    | 15 de abril de 2024    |            | Ricardo Cifuentes Lillo     |         | PDC     |
| 15 de abril de 2024    | 16 de marzo de 2025    |            | Karol Cariola Oliva         |         | PCCh    |
| 7 de abril de 2025     | en el cargo            |            | José Miguel Castro Bascuñán |         | RN      |

### Vicepresidentes
- Primer año de ejercicio (2022):
  - Alexis Sepúlveda Soto (PR)
  - Claudia Mix Jiménez (COM)
- Segundo año de ejercicio (2022 - 2023):
  - Carlos Bianchi Chelech (Ind-PPD)
  - Cristian Tapia Ramos (Ind-PPD)
  - Catalina Pérez Salinas (RD)
- Tercer año de ejercicio (2023 - 2024):
  - Carmen Hertz Cádiz (PCCh)
  - Daniella Cicardini Milla (PS)
- Cuarto y Quinto año de ejercicio (2024 - en el cargo):
  - Gaspar Rivas Sánchez (Independiente)
  - Eric Aedo Jeldres (PDC)

### Cambios de afiliación política
| Nombre                  | De       | A        | Distrito | Distrito |
| ----------------------- | -------- | -------- | -------- | --- |
| Enrique Lee             | Ind-PRI  | Ind-PDG  | 1        | Electo como independiente en un cupo del Partido Regionalista Independiente Demócrata. Tras la disolución legal del PRI, se integró a la bancada de Evópoli, pero en mayo del 2022 es expulsado de esta, luego de haber firmado una acusación constitucional contra el ex-Canciller, Andrés Allamand. En julio de 2022 se integra a la bancada del Partido de la Gente. |
| Johannes Kaiser         | PRCh     | Ind-PRCh | 10       | Posterior a su elección, varias declaraciones misóginas y xenófobas realizadas por Kaiser se hicieron viral, lo que llevó al Partido Republicano a anunciar que analizarían su expulsión. Ante esto, Kaiser renunció a su militancia. Sin embargo, sigue formando parte de la bancada del partido.                                                                      |
| Gonzalo de la Carrera   | PRCh     | Ind      | 11       | Posterior a su elección, el diputado renunció al Partido Republicano debido a una serie de polémicas. |
| Tomás Hirsch            | Ind-COM  | AH       | 11       | El diputado fue electo como independiente por cupo de Comunes, pero el partido en formación "Acción Humanista" se constituyó en noviembre de 2022, entrando a militar en este, al ser su presidente. |
| Ana María Gazmuri       | Ind-COM  | AH       | 12       | La diputada fue electa como independiente por cupo de Comunes, pero el partido en formación "Acción Humanista" se constituyó en noviembre de 2022, entrando a militar en este. |
| Pamela Jiles            | PH       | Ind.     | 12       | La diputada fue electa como miembro del Partido Humanista. Dejó de ser parte de la colectividad y actualmente es integrante de la bancada Ecologista Verde e Independientes. |
| Mónica Arce             | Ind-PH   | Ind.     | 12       | La diputada fue electa como independiente en un cupo del Partido Humanista. En la actualidad forma parte de la bancada Ecologista Verde e Independientes. |
| Camila Musante          | Ind-COM  | Ind      | 14       | La diputada fue electa como independiente por cupo de Comunes, pero previo al inicio del nuevo periodo parlamentario se anunció su ingreso al comité mixto PC, FREVS e independientes, sin embargo renunció a este, en enero de 2023. |
| Francisco Pulgar        | Ind-CU   | Ind-PDG  | 17       | El diputado fue electo como independiente en un cupo de Centro Unido, partido que se disolvió al no obtener el mínimo de resultados para mantener su existencia legal. Ante esto, se integró como independiente a la bancada del Partido de la Gente. |
| Mercedes Bulnes         | Ind-RD   | Ind-CS   | 17       | El partido Convergencia Social apoyó su candidatura, pero al no tener legalidad en su distrito fue inscrita en cupo de Revolución Democrática. Integrará la bancada del primer partido. |
| Sara Concha             | PCC      | PSC      | 19       | El Partido Conservador Cristiano se disolvió tras la elección por no alcanzar resultados mínimos para su subsistencia. Sara Concha se integró como independiente a la bancada de Renovación Nacional, renunció en diciembre de 2022 y se unió al partido en formación "Partido Social Cristiano".                                                                       |
| Leonidas Romero         | RN       | PRCh     | 20       | Reelecto por Renovación Nacional, previo al inicio del nuevo periodo parlamentario anunció su cambio de militancia. |
| Héctor Ulloa            | Ind-CIU  | Ind-PPD  | 26       | El partido Ciudadanos fue disuelto por no alcanzar los resultados mínimos requeridos. Héctor Ulloa se sumó como independiente a la bancada del Partido por la Democracia. |
| Carlos Bianchi          | Ind.     | Ind-PPD  | 28       | Se unió a la bancada del Partido por la Democracia como independiente a partir de la instalación de la nueva cámara. |
| Johannes Kaiser         | Ind-PSC  | PNL      | 10       | Funda el Partido Nacional Libertario. |
| Gonzalo de la Carrera   | Ind-PSC  | PNL      | 11       | Se incorpora al Partido Nacional Libertario como miembro fundador. |
| Gloria Naveillán        | Ind-PSC  | PNL      | 22       | Se incorpora al Partido Nacional Libertario como miembro fundador. |
| Cristóbal Urruticoechea | Ind-PRCh | PNL      | 21       | Se incorpora al Partido Nacional Libertario. |
| Leonidas Romero         | Ind-PRCh | PNL      | 20       | Se incorpora al Partido Nacional Libertario. |